# Modello generale della circolazione

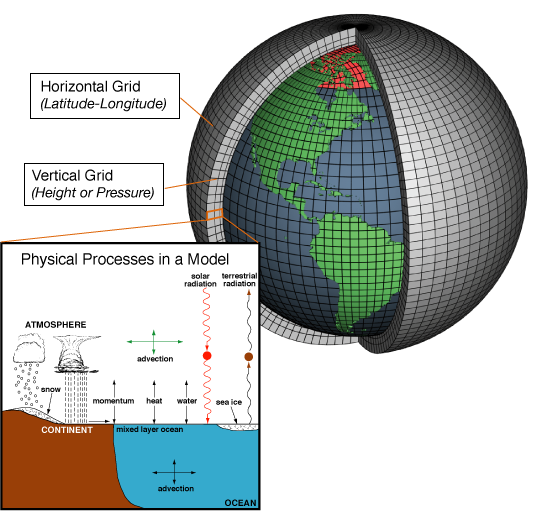
I modelli climatici sono sistemi di equazioni differenziali basati sulle leggi della fisica, dinamica dei fluidi e chimica. Per far funzionare un modello, la Terra viene suddivisa con una griglia tridimensionale, si applicano le equazioni base e si valutano i risultati. I modelli atmosferici calcolano i venti, il trasferimento termico, la radiazione solare, l'umidità relativa e l'idrologia di superficie entro ogni griglia e si valutano le interazioni con le celle confinanti.

In meteorologia e climatologia un  modello generale della circolazione, spesso abbreviato in GCM dall'acronimo della terminologia inglese General Circulation Model, è un tipo di modello del clima utilizzato nelle previsioni climatiche per comprendere il clima e prevedere i cambiamenti climatici futuri.

## Terminologia
L'acronimo "GCM" deriva originariamente da General Circulation Model. In tempi recenti è entrato nell'uso anche un secondo significato, vale a dire Global Climate Model, cioè "Modello climatico globale". Tuttavia le due definizioni non si riferiscono esattamente allo stesso argomento, anche se i modelli generali della circolazione sono strumenti tipicamente utilizzati per le modellizzazioni del clima e, in questo senso, i termini possono a volte essere intercambiabili. La dizione "modello climatico globale" non è però univoca e può riferirsi a un sistema integrato che incorpora componenti multipli che includono un modello generale della circolazione, o può riferirsi a una classe di modelli del clima che utilizza una varietà di mezzi per rappresentare matematicamente il clima.

## Sviluppo storico

Logo Geophysical Fluid Dynamics Laboratory (GFDL)

Nel 1956, Norman Phillips sviluppò un modello matematico che era in grado di descrivere realisticamente gli andamenti mensili e stagionali nella troposfera. Fu il primo modello del clima che funzionava.
A seguito del lavoro di Phillips, altri gruppi cominciarono a creare dei GCM. Il primo modello generale che combinava sia i processi oceanici che quelli atmosferici fu sviluppato alla fine degli anni 1960 presso il Geophysical Fluid Dynamics Laboratory (GFDL) del NOAA. Agli inizi degli anni 1980 il Centro nazionale per gli studi atmosferici degli Stati Uniti d'America (NCAR) sviluppò il Community Atmosphere Model, che da allora è stato continuamente raffinato.
Nel 1996 cominciarono i tentativi per modellizzare anche il suolo e le tipologie di vegetazione. Successivamente il modello HadCM3 del Hadley Centre for Climate Prediction and Research  riuscì ad accoppiare elementi dell'oceano e dell'atmosfera. Il ruolo delle onde di gravità fu aggiunto a metà del decennio 1980. Queste onde sono richieste per simulare accuratamente la circolazione su scale regionali e globali.

## Descrizione

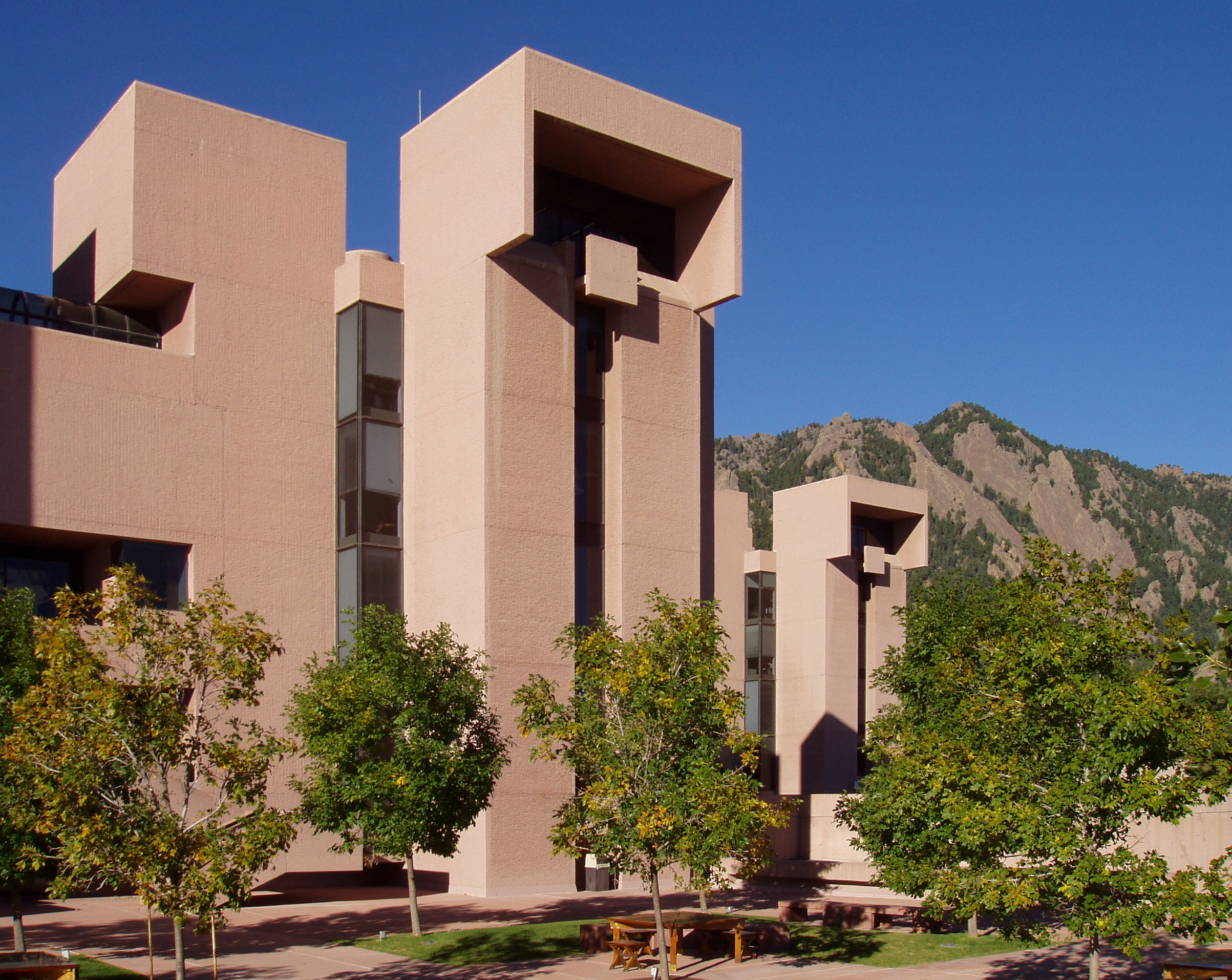
National Center for Atmospheric Research (NCAR)

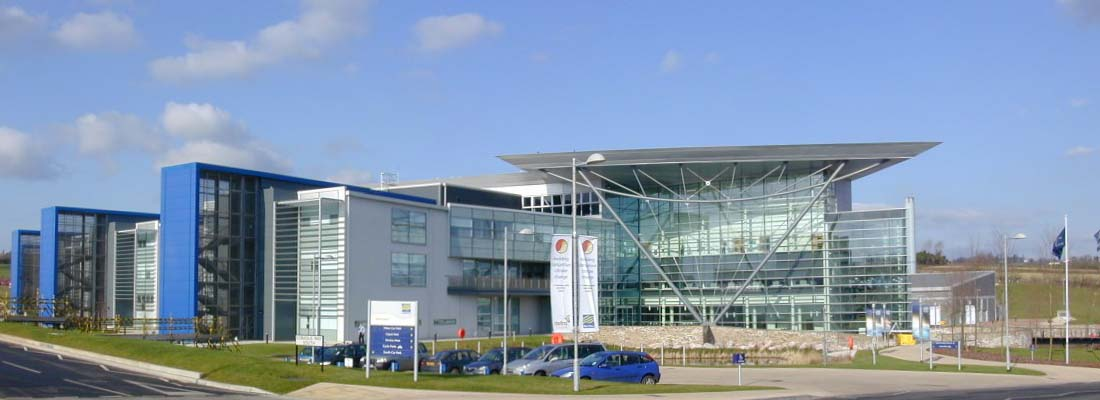
Hadley Centre for Climate Prediction and Research

Utilizza un modello matematico della circolazione generale dell'atmosfera planetaria o di un oceano sotto forma di equazioni primitive dei moti atmosferici e oceanici su una sfera rotante con termini termodinamici per le varie sorgenti (trasferimento radiativo e calore latente); queste equazioni sono le basi per programmi computerizzati usati per simulare il comportamento di oceani e/o atmosfera terrestre dando luogo a un Modello generale della circolazione atmosferica (AGCM) e a un Modello generale della circolazione oceanica (OGCM) che sono due componenti chiave accoppiate del sistema climatico assieme alla criosfera e alla biosfera. 
Le versioni progettate per applicazioni climatiche su scale temporali decennali o secolari furono originariamente sviluppate da Syukuro Manabe e Kirk Bryan al Geophysical Fluid Dynamics Laboratory di Princeton nel New Jersey. Questi modelli sono basati sull'integrazione di una varietà equazioni dinamiche, chimiche e talvolta anche biologiche dei fluidi con i modelli più avanzati che accoppiano i due sottosistemi interagenti (atmosfera e oceano) (AOGCM) come avviene ad esempio nel Geophysical Fluid Dynamics Laboratory Coupled Model considerando lo scambio termico in termini di calore e di quantità di moto tra i due sottosistemi. Fra i principali modelli di previsione del clima abbiamo il North American Multi-Model Ensemble (NMME), il NASA e il Climate Forecast System (CFS).

### Modelli atmosferici e oceanici
I modelli generali della circolazione trattano in modo separato le equazioni che regolano il moto dei fluidi e il trasferimento di energia; queste sono poi integrate in funzione del tempo. Diversamente dai modelli più semplici, i GCM dividono l'atmosfera e/o gli oceani in griglie di celle separate che rappresentano unità computazionali. Mentre i modelli più semplici fanno assunzioni miste, i processi interni a una cella (come la convezione) che avvengono su scale troppo piccole per essere risolti direttamente, vengono parametrizzati a livello della cella, mentre altre funzioni governano l'interfaccia tra le celle.
I GCM atmosferici (Modello generale della circolazione atmosferica o AGCM) modellano l'atmosfera e impongono la temperatura superficiale marina come condizione al contorno. I GCM accoppiati atmosfera-oceano (AOGCM come ad esempio HadCM3, EdGCM, GFDL CM.X, ARPEGE-Climat) combinano i due modelli. Il primo modello climatico generale della circolazione che combinava sia i processi atmosferici che quelli oceanici, fu sviluppato alla fine degli anni 1960 al Geophysical Fluid Dynamics Laboratory del NOAA.
I modelli generali atmosferici (AGCM) e oceanici (OGCM) possono essere accoppiati per formare un "Modello generale della circolazione accoppiato atmosfera-oceano" (CGCM o AOGCM). Con l'aggiunta di sub-modelli come il modello per il ghiaccio della banchisa o il modello per l'evapotraspirazione sopra il terreno, gli AOGCM diventano la base per un modello completo del clima.
Gli AOGCM rappresentano il vertice della complessità nei modelli climatici e analizzano quanti più processi è possibile. Tuttavia sono ancora in fase di sviluppo e rimangono ancora alcune incertezze. Possono essere accoppiati a modelli di altri processi, come il ciclo del carbonio, per meglio modellizzare gli effetti di ritorno. Questi modelli integrati multisistema sono a volte chiamati "modelli del sistema Terra" o "modelli globali del clima".